# Hirtella angustifolia
Hirtella angustifolia är en tvåhjärtbladig växtart som beskrevs av Spreng. och Heinrich Wilhelm Schott. Hirtella angustifolia ingår i släktet Hirtella och familjen Chrysobalanaceae. Inga underarter finns listade i Catalogue of Life.